# Церковь Богоматери Исцеляющей (Ламегу)
Церковь Богоматери Исцеляющей , Носа-Сеньора-душ-Ремедиуш (порт. Nossa Senhora dos Remédios) — католическая церковь в городе Ламегу (Португалия).

## Общее описание
Церковь расположена к западу от города Ламегу на вершине крутого холма высотой 600 метров над уровнем моря. Паломнический центр. Построена с таким расчётом, чтобы на неё открывалась перспектива с главной улицы Ламегу — Вишконди-Гедеш-Тейшейра, ведущая от холма к кафедральному собору Ламегу. Из города к церкви по склону холма ведёт роскошно декорированная лестница в стиле необарокко.

## История

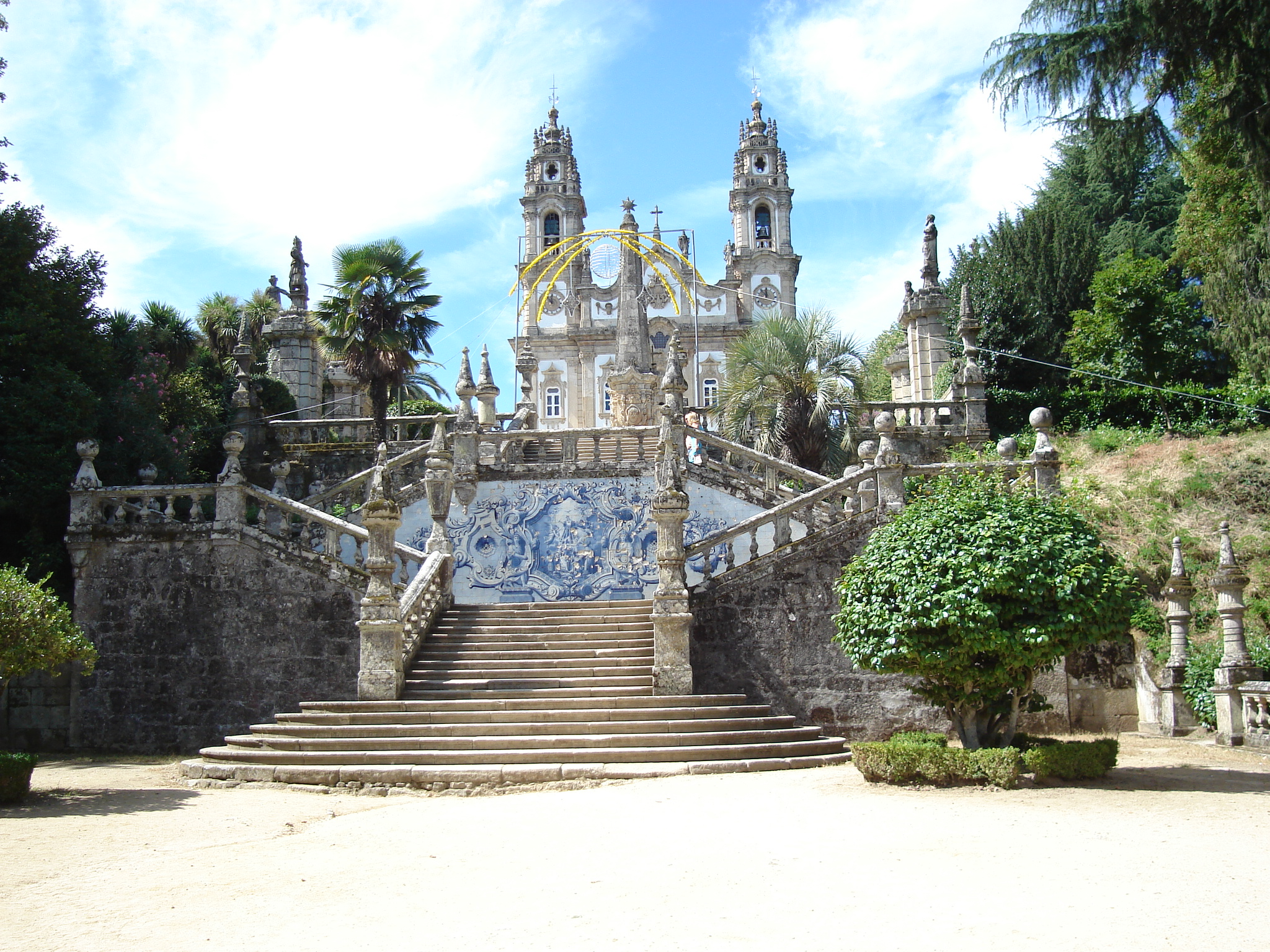
Лестница к храму

В 1391 году на вершине холма была построена маленькая часовенка, освящённая в честь Богоматери Исцеляющей. В 1761 году на её месте возвели большую каменную церковь в стиле рококо. Внешний облик церкви с двумя башнями напоминает церковь Бон-Жезуш под Брагой, во многом создатели церкви в Ламегу подражали брагскому храму.
В XIX веке была построена барочная лестница длиной в 686 ступеней, ведущая из города к храму. Её идея также была навеяна схожей лестницей у церкви Бон-Жезуш. Несмотря на то, что лестница была построена позже церкви, она хорошо гармонирует с архитектурой храма. Симметричные зигзаги по линии подъёма разделены девятью террасами, фасады которых декорированы изразцовыми панно.

## Паломничества
Традиционно к церкви проходят масштабные паломничества в день Рождества Пресвятой Богородицы, 8 сентября. Многие паломники поднимаются к церкви на коленях. Также в этот день организуется парад специальных платформ, с изображениями на религиозную тему, проходят народные гуляния.